# 托尔斯滕·武斯特利希
托尔斯滕·武斯特利希（德語：Torsten Wustlich，1977年2月2日—），德国男子雪橇运动员。他曾代表德国参加2006年和2010年冬季奥林匹克运动会雪橇比赛，其中2006年冬季奥运会获得一枚银牌。